# Брка (новине)
Брка је шаљиви лист, орган Српске либералне странке. Излазио је у Београду, са кратким прекидима, 1882—1931.

## Историјат
Брку је покренула Српска либерална странка и то је најдуговечнији шаљиви лист у нашој периодици који је покренут у XIX веку.  
Пошто бројеви Брке за 1882. годину нису сачувани вредно је сведочење Слободана Јовановића који је написао рад „Лаза Костић као сарадник Брке“. У том раду казује о сарадњи Лазе Костића у Брки 1882. године у коме истиче да је он био најугледнији сарадник новина.
У листу су сарађивали сем Костића и Стеван Сремац, Стеван Радосављевић–Бдин и др. Песник и полицијски писар Васа Ђема Шунте је био најдуже сарадник Брке.
Од карикаритуриста треба поменути Драгутина Дамјановића, као једну од првих српски жена карикатурискиња Јованка Бојовић. реф 
Први уредник био је Бранко Петровић, а од броја XI Љубомир Ј. Бојовић, који је по овом гласилу и добио надимак Брка, познати београдски штампар. У том периоду мењао је и поднаслове: Народни шаљиви лист (1887); Шаљиви народни лист (1888); Народни лист за шалу (1912). Бојовићева штампарија је поседовала и лито и офсет штампу те је Брка редовно доносио илустрације и карикатуре.
Новине Брка нису сачуване комплетно. Недостају многи бројеви па и читава годишта. 

### Политичка позадинаБрке
Брка је заступао програм Либералне странке и водио жестоке полемике са политичким противницима: органима Напредне и Радикалне странке и у тим полемикама нису бирана средства. Због тога су новине биле често и забрањиване. Касније је Брка припадао народњацима.

### Хронологија излажења новина
Новине Брка су излазиле са прекидима: 
- 1882-1883;
- 1885-1915;
- 1918-1931.

### Периодичност излажења
Излази од 1887. двапут недељно, четвртком и недељом; од 1909. сваке недеље.

### Изглед новина
Брка је имао 4. стране.
Формат: од бр. 2 (1918) 32 cm; од бр. 15 (1919) 41 cm; од бр. 3 (1923) 32 cm; од бр. 1 (1927) 46 cm.

### Место и година издавања
Београд, 1882—1931.

### Штампарија
Брка је штампан у Парној штампарији задруге штампарскух радника.

### Тематика
- Досетке
- Шале
- Анегдоте

## Рубрике
- Дима и Сима
- Штампарске грешке или Буди Бог с нама
- Незгодне штампарске грешке
- Филозофија на доколици
- Рубрика афоризми
- Дрндало
- Бог у партајама
- Добре реченице
- Ситна проја
- Нов речник
- Из бркине бележнице
- Зрнца
- Мудре изреке
- О Серенисимусу
- Брзометни картечи[6]

## Уредници
- Љубомир Бојовић - од бр. 11(1882);
- Саво Дамјановићод - бр. 37 (1887);
- М. Н. Рајчић - од бр. 1 (1888);
- А. Вучићевић - од бр. 25 (1888);
- П. Урошевић - од бр. 1 (1890);
- Жив. Јовановић - од бр. 5 (1893);
- Петар Трајић - од бр. 45 (1893);
- Милош С. Стевановић - од бр. 74 (1893);
- М. Пајевић - од бр. 1 (1905);
- Љ. Бојовић - од бр. 9 (1905);
- Миладин К. Николић - од бр. 36 (1906);
- Васа Ђема - од бр. 15 (1907);
- М. Милетић - од бр. 20 (1907);
- М. Николић - од бр. 25 (1907);
- В. Ђема- од бр. 38 (1907);
- Драг. Јовичић - од бр. 43 (1907);
- Љуб. М. Стевановић - од бр. 8 (1908);
- В. Ђема - од бр. 15 (1908);
- Љ. Бојовић - од бр. 38 (1908);
- Мил. Пантић - од бр. 43 (1908);
- В. Ђема - од бр. 1 (1909);
- Лазар Новаковић - од бр. 1 (1911);
- Гојко Петровић - од бр. 17 (1911);
- Петар Антић - од бр. 20 (1911);
- Драгољуб Протић - од бр. 32 (1911);
- Милан Лазић - од бр. 46 (1911);
- Драгутин Миладиновић - од бр. 14 (1912);
- Коста Николајевић - од бр. 21 (1912);
- Миладин Николић - од бр. 34 (1912);
- Љубомир Бојовић - од бр. 7 (1913);
- Душан Бојовић - од бр. 12 (1914);
- М. Николић - од бр. 9 (1919);
- Гл. Марковићод бр 16 (1919);
- Милан Николић - од бр. 19 (1919);
- Давид Ј. Мајо - од бр. 21 (1919);
- Љубомир Бојовић - од бр. 7 (1921);
- Бора Вуковић - од 1927;
- Михајло Вујадиновић - од 1927;
- Јован С. Пантић - од 1929.

## Забрањивани лист
Брака је спадао у прогоњене и забрањиване листове заједно са Геџом, Рабошем, Сатиром и Ћосом. У првом периоду свог излажења, од 1882. до 13. септембра 1915. године када је обустављен, услед рата, имао је више полицијских и судских забрана које су посебно уследиле после доношења Закона о штампи. Заплењени су бројеви: 30/1894; 16/1895; 49/1891 и још дестак бројева. Од бр. 14/1927. лист је због честих цензура променио налов у Млади Брка.